# Scotophilus nigritellus
Scotophilus nigritellus är en fladdermus i familjen läderlappar som förekommer i västra och centrala Afrika. Populationen listades fram till 2010-talet som underart till Scotophilus viridis.

## Utseende
För exemplar som uppskattningsvis tillhör arten registrerades en kroppslängd (huvud och bål) av 71 till 82 mm, en svanslängd av 34 till 49 mm och en vikt av 12 till 20 g. Fladdermusen har 41 till 51 mm långa underarmar, bakfötter som är 8 till 10 mm långa och 13 till 18 mm stora öron. Enstaka ingående individer kan tillhöra Scotophilus viridis. Håren på ovansidan är ljusare vid roten och mörk vid spetsen. Pälsen ser därför grönbrun, gulbrun eller orangebrun ut. På undersidan förekommer tydlig ljusare brun eller gul päls som aldrig är vit. Typisk för huvudet är mörkbruna öron, en ganska lång tragus med avrundad spets och små ögon. Av honans spenar är fyra funktionella. Kronan av den andra framtanden i överkäken har en spets. Den tydligaste avvikelsen mot Scotophilus viridis är genetiska differenser.

## Utbredning och ekologi
Arten har flera från varandra skilda populationer från Senegal och Gambia till Sudan och Etiopien. Den största sammanhängande populationen hittas vid Ghana, Benin och Burkina Faso. Scotophilus nigritellus lever i savanner med trädgrupper, ofta nära vattendrag. Typiska växter tillhör pepparträdssläktet och släktet Capparis. Andra informationer saknas.

## Bevarandestatus
Det är inget känt om populationens storlek och möjliga hot. Arten listas inte av IUCN.